# 2. Handball-Bundesliga (Frauen) 2020/21
Die Saison 2020/21 der 2. Handball-Bundesliga der Frauen war die 36. in ihrer Geschichte. 14 Mannschaften nahmen am Spielbetrieb teil. Die Mannschaft des BSV Sachsen Zwickau gewann die Saison.

## Vorsaison
In der vorhergehenden Spielzeit waren nach dem Saisonabbruch aufgrund der COVID-19-Pandemie aus der 2. Bundesliga zwei Teams in die 1. Bundesliga aufgestiegen, es gab keine Absteiger in die und keine Aufsteiger aus der 3. Liga. Daher wurde die aktuelle Saison mit 14 Mannschaften gespielt.

## Modus
Der Modus war jeder gegen jeden mit einem Heim- und Auswärtsspiel. Platz 1 berechtigt zum Aufstieg in die 1. Bundesliga. Das zweitplatzierte Team spielt eine Relegation gegen das Team auf Platz 13 aus der 1. Bundesliga. Das Team auf Platz 12 spielt eine Relegation gegen das drittplatzierte Team der wegen der COVID-19-Pandemie außerordentlichen Aufstiegsrunde der 3. Liga. Die letzten zwei Mannschaften steigen direkt in die 3. Liga ab.

## Statistiken

### Tabelle
| Pl.                                      | Verein                | Sp. | S  | U | N  | Tore      | Diff. | Punkte  |
| ---------------------------------------- | --------------------- | --- | -- | - | -- | --------- | ----- | ------- |
| 1.                                       | BSV Sachsen Zwickau   | 26  | 22 | 1 | 3  | 0747:6010 | +146  | 045:70  |
| 2.                                       | Füchse Berlin         | 26  | 21 | 1 | 4  | 0737:6140 | +123  | 043:90  |
| 3.                                       | SG H2Ku Herrenberg    | 26  | 17 | 2 | 7  | 0710:6940 | +16   | 036:160 |
| 4.                                       | TuS Lintfort          | 26  | 17 | 1 | 8  | 0731:6460 | +85   | 035:170 |
| 5.                                       | HSV Solingen-Gräfrath | 26  | 15 | 1 | 10 | 0748:6970 | +51   | 031:210 |
| 6.                                       | VfL Waiblingen        | 26  | 14 | 1 | 11 | 0690:6760 | +14   | 029:230 |
| 7.                                       | HC Leipzig            | 26  | 12 | 3 | 11 | 0719:6930 | +26   | 027:250 |
| 8.                                       | TSV Nord Harrislee    | 26  | 11 | 4 | 11 | 0700:6880 | +12   | 026:260 |
| 9.                                       | TV Beyeröhde          | 26  | 11 | 1 | 14 | 0664:6960 | −32   | 023:290 |
| 10.                                      | TG Nürtingen          | 26  | 10 | 2 | 14 | 0652:7130 | −61   | 022:300 |
| 11.                                      | SV Werder Bremen      | 26  | 8  | 4 | 14 | 0703:7460 | −43   | 020:320 |
| 12.                                      | SG 09 Kirchhof        | 26  | 6  | 1 | 19 | 0618:7180 | −100  | 013:390 |
| 13.                                      | HC Rödertal           | 26  | 4  | 1 | 21 | 0634:7330 | −99   | 09:430  |
| 14.                                      | HSG Freiburg          | 26  | 2  | 1 | 23 | 0612:7500 | −138  | 05:470  |
| Quelle: hbf-info.de, Stand: 26. Mai 2021 |                       |     |    |   |    |           |       |         |

Bei Punktgleichheit entschied die bessere Tordifferenz.
| Legende |                                                                                         |
|         | Aufsteiger in die Bundesliga 2021/22                                                    |
|         | Teilnahme an den Relegationsspielen gegen den 13. der Bundesliga 2020/21                |
|         | Teilnahme an den Relegationsspielen gegen den drittbesten Vertreter der 3. Liga 2020/21 |
|         | Absteiger in die 3. Liga 2021/22                                                        |

### Relegation
In der Relegation spielte das Team auf Platz 13 der 1. Bundesliga gegen das Team auf Platz 2 der 2. Bundesliga und das Team auf Platz 12 der 2. Bundesliga gegen das drittplatzierte Team der Aufstiegsrunde des Deutschen Handballbundes.
| Datum        | Heimmannschaft             | Gastmannschaft             | Ergebnis |
| ------------ | -------------------------- | -------------------------- | -------- |
| 30. Mai 2021 | HL Buchholz 08-Rosengarten | Füchse Berlin              | 22:24    |
| 2. Juni 2021 | Füchse Berlin              | HL Buchholz 08-Rosengarten | 25:27    |
| Gesamt       | HL Buchholz 08-Rosengarten | Füchse Berlin              | 49:49    |

Da die Handball-Luchse aus Buchholz-Rosengarten mehr Auswärtstore erzielten gewannen sie die Relegation und konnten so den Klassenerhalt sichern.
|              |                |                | Ergebnis      |
| ------------ | -------------- | -------------- | ------------- |
| 5. Juni 2021 | SG 09 Kirchhof | TV Aldekerk    | 27:27 (13:12) |
| 9. Juni 2021 | TV Aldekerk    | SG 09 Kirchhof | 24:22 (13:8)  |
| Gesamt       | SG 09 Kirchhof | TV Aldekerk    | 49:51         |

Die SG 09 Kirchhof stand damit als dritter Absteiger fest, der TV Aldekerk steigt in die 2. Bundesliga auf.

### Tore
In den 181 Spielen wurden insgesamt 9617 Tore erzielt. Davon erzielten die gastgebenden Teams 4946, die Gästeteams 4671 Tore. Von den 9617 Toren waren 1298 Siebenmetertore. 392 Siebenmeter wurden verworfen.
Die meisten Tore warfen die Spielerinnen des HSV Solingen-Gräfrath (748), die wenigsten die Spielerinnen der HSG Freiburg (612). Die HSG Freiburg hatte auch die schlechteste Torbilanz (−138), die beste Torbilanz hatte der BSV Sachsen Zwickau (+146).
Die fünf Spielerinnen mit den meisten Toren sind (Stand 26. Mai 2021, ohne Relegation):
| Platz | Tore | davon 7 m | Spielerin          | Verein                | Tore des Vereins in der Saison |
| ----- | ---- | --------- | ------------------ | --------------------- | ------------------------------ |
| 01.   | 215  | 59        | Brandt, Vanessa    | HSV Solingen-Gräfrath | 748                            |
| 02.   | 195  | 95        | Ruthenbeck, Ramona | TV Beyeröhde          | 664                            |
| 03.   | 175  | 35        | Jeß, Madita        | TSV Nord Harrislee    | 700                            |
| 04.   | 165  | 53        | Sabljak, Diana     | SG 09 Kirchhof        | 618                            |
| 05.   | 155  | 43        | Woch, Lotta        | TSV Nord Harrislee    | 700                            |

### Zuschauer
Aufgrund der strengen Hygienevorschriften während der COVID-19-Pandemie fanden die Spiele ohne bzw. mit in der Zahl stark begrenztem Publikum statt. Es wurden nur 6543 Zuschauer registriert; die meisten beim HC Leipzig mit 1242 und die wenigsten beim SV Werder Bremen mit 174.